# Filialkirche Bogenhofen

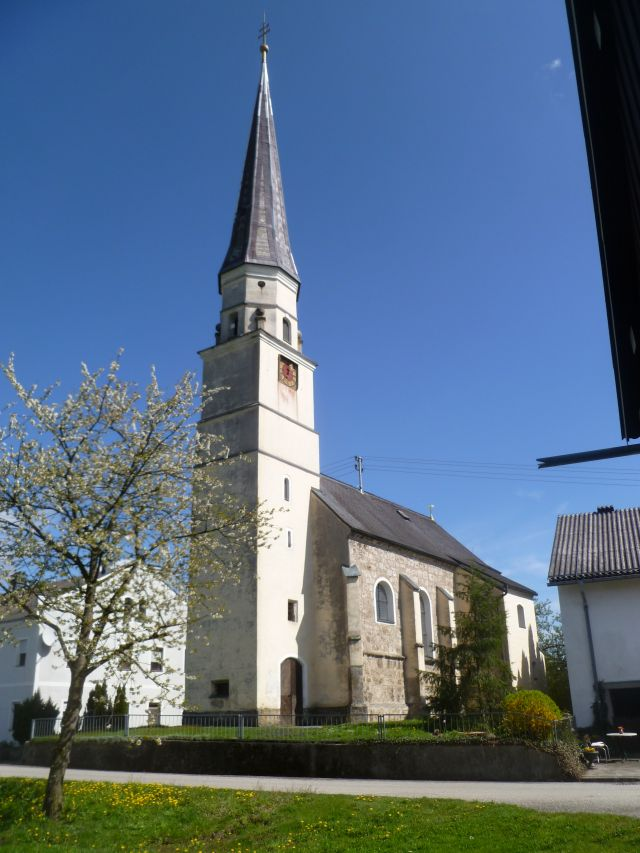
Katholische Filialkirche hl. Andreas in Bogenhofen

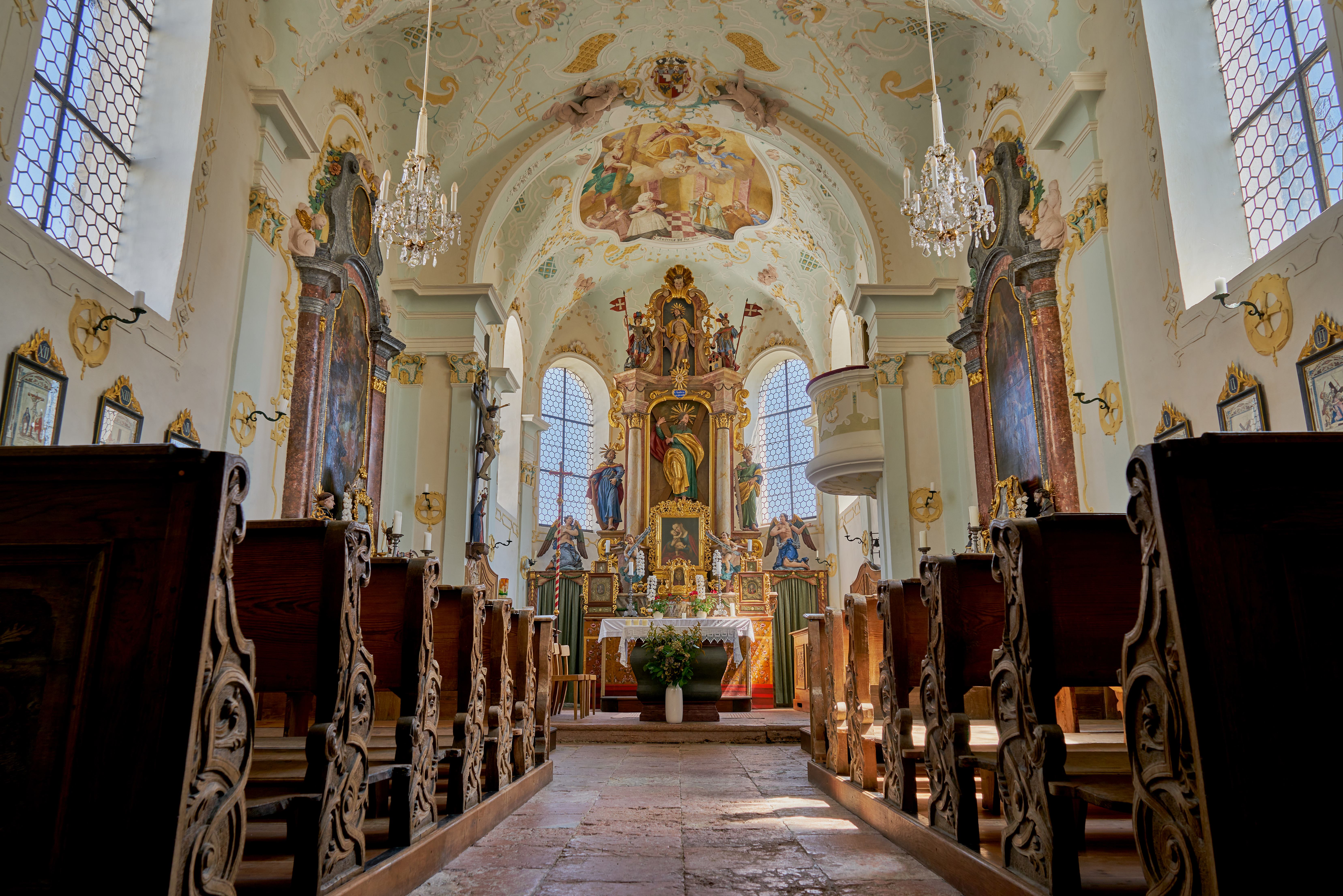
Blick vom Langhaus zum Chor

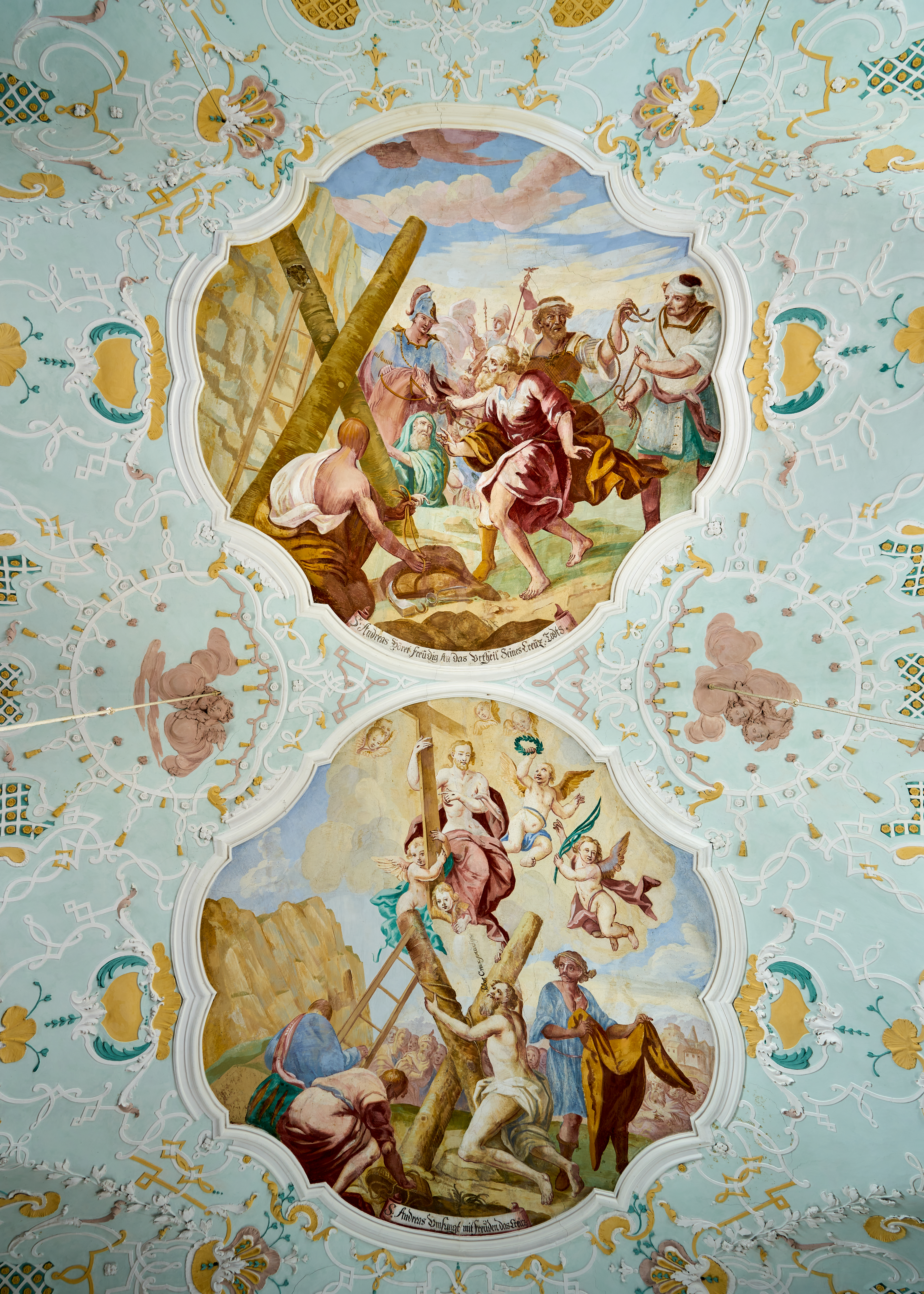
Barocke Fresken im Langhausgewölbe

Die römisch-katholische Filialkirche Bogenhofen mit dem Patrozinium hl. Andreas steht seitlich eng verbaut leicht erhöht in einer Grünfläche im Ort Bogenhofen in der Gemeinde St. Peter am Hart im Bezirk Braunau am Inn in Oberösterreich und untersteht der Pfarrkirche St. Peter am Hart. Seit dem 1. Jänner 2023 gehört St. Peter am Hart als eine von 14 Pfarrteilgemeinden zur Pfarre Braunau der Diözese Linz. Die Kirche und der ehemalige Friedhof stehen unter Denkmalschutz (Listeneintrag).

## Geschichte
Ablässe wurden 1400 und 1453 genannt. Anfangs gehörte die Kirche zur Herrschaft Bogenhofen. 1842 wurde die Kirche eine Filiale der Pfarrkirche St. Peter am Hart.
Der spätgotische Kirchenbau entstand um die Mitte des 15. Jahrhunderts unter dem Herrschaftsbesitzer Andreas Loder, gestorben 1454. 1503 wurde der Hochaltar, 1515 die Seitenaltäre geweiht. In der ersten Hälfte des 18. Jahrhunderts wurde die Kirche barockisiert, 1732 mit der Überformung und Aufzonung des Turmes, um 1739 mit dem Neubau der Sakristei, im Langhaus durch das Abschlagen der spätgotischen Gewölberippen und Stuckierung durch Johann Michael Vierthaler und Ausmalung mit Deckenbildern 1738/1739. Nach einem Brand 1887 erfolgte eine Erneuerung des Daches und Turmhelmes. 

## Architektur
Der kleine spätgotische dreijochige Saalbau hat einen eingezogenen einjochigen spätgotischen Chor mit einem Fünfachtelschluss. Das Kircheninnere zeigt ein bemerkenswertes barockes Ensemble. An der Westfront steht ein vierzoniger sich nach oben hin verjüngender spätgotischer Turm mit einem barocken Glockengeschoß und einem hohen oktogonalen Spitzhelm. Die zweigeschoßige Sakristei steht am südlichen Chorwinkel.

## Ausstattung
Der barocke Hochaltar aus 1718 wurde im dritten Viertel des 18. Jahrhunderts im Rokokostil erweitert und um 1800 klassizistisch verändert.
Eine Glocke von Rupert Gugg in Braunau 1863 mit einem Relief hl. Sebastian (Ton e´) wurde 1923 aus der Pfarrkirche Hohenzell hierher übertragen.